# Ctenotus pallescens
Ctenotus pallescens este o specie de șopârle din genul Ctenotus, familia Scincidae, descrisă de Storr 1970. Conform Catalogue of Life specia Ctenotus pallescens nu are subspecii cunoscute.